# Valahia (formație)
Valahia a fost o formație de muzică românească care a activat în perioada 1998 - 2004. Printre videoclipurile intens difuzate ale acestei formații se numără: Banii și fetele, La mare, la soare, Banana, Why, Singur, Iubito nu plânge, Scufița, Mama, Sha-la-la, etc.
Valahia a fost înființată în vara anului 1998, fiind formată din trei membri: Dorin Topală, Costi Ioniță și Laura care au început să cânte muzică dance. În luna noiembrie a anului 1998, Laura a decis să renunțe la cariera de solistă dance și să se dedice în totalitate muzicii de operă. Trupa s-a refăcut prin cooptarea lui Mihai Trăistariu, câștigător la secțiunea interpretare a Festivalului de la Mamaia. În luna mai 1999 a apărut primul album al trupei, intitulat Valahia.
În noiembrie 1999, Costi Ioniță a părăsit formația și a început să se dedice carierei solo. În martie 2000 a apărut cel de-al doilea album, intitulat Why care are numele piesei cu care au concurat pentru Eurovision.